# Konojedy
Konojedy är en ort i Tjeckien.   Den ligger i regionen Mellersta Böhmen, i den centrala delen av landet, 30 km sydost om huvudstaden Prag. Konojedy ligger 400 meter över havet och antalet invånare är 196.
Terrängen runt Konojedy är huvudsakligen platt, men åt sydväst är den kuperad. Runt Konojedy är det ganska glesbefolkat, med 48 invånare per kvadratkilometer. Närmaste större samhälle är Říčany, 14,9 km väster om Konojedy. I omgivningarna runt Konojedy växer i huvudsak blandskog.